# Molocunanfá Traoré
Molocunanfá Traoré (m. 1866) foi fama (chefete) senufô do Reino de Quenedugu que governou entre 1862 e 1866. Sucedeu Daulá Traoré (r. 1845–1866) e foi sucedido por seu irmão Tiebá Traoré que havia sido capturado perto de Uleni quando seu pai foi derrotado por uma força conjunto de uataras, tiefos e bobôs-diúlas sob Baco Moru (r. 1839–1851). 

## Vida
Molocunanfá era filho mais velho de Daulá Traoré (r. 1845–1866). Devido a inação de Daúda (r. 1860–1862) perante a ameaça de Fafá, em 1862 derruba-o num golpe palaciano. Por seu caráter guerreiro implacável, ao retornar de sua expedição contra Tieré, foi aclamado o próximo fama. Logo ao assumir o comando, entrou em guerra com Fafá. Seu filho de 10 anos, Sambatiemoro, foi levado cativo de Prempa. Tempos depois, seu irmão Tiebá capturou o filho de Fafá e leva-o a Sicasso, o que impeliu Fafá a entrar em negociação para libertá-lo; Sambatiemoro foi então libertado. Em 1865, a revoltosa aldeia de Tezanadugu foi castigada e arrasada por Molocunanfá. Então se dirigiu a Cumbala, onde quis remover o rebanho local, mas recebeu o tiro de um fuzil de um pastor, que feriu-o mortalmente. Como o corpo estava se decompondo muito rápido, decidiu-se que seria sepultado em Clela, onde há seu túmulo. Ao saber das notícias, Tiebá, que estava à época em Segu concluindo uma aliança com Alhaji Omar Tal (r. 1848–1864), retornou com pressa para Bugula.